# Crna rijeka (Lepenica)
Crna  rijeka je rijeka u Bosni i Hercegovini.
Teke kroz naselje Gunjani u općini Kreševo. Sutokom s Bijelom rijekom čini Lepenicu koja se kasnije ulijeva u Fojničku rijeku.

## Vanjske poveznice
|  | Zajednički poslužitelj ima još gradiva o temi Crna rijeka (Lepenica) |